# Еміль Едде
Еміль Ібрагім Едде (араб. إميل إبراهيم إدّه, фр. Émile Ibrahim Eddé; 5 травня 1886 — 28 вересня 1949) — ліванський маронітський політик, п'ятий прем'єр-міністр, двічі президент Лівану за часів французького мандату.

## Біографія
Народився в Дамаску в родині, представники якої брали участь у політичному житті ще за правління Маанідів і Шехабів. Його дід і батько працювали драгоманами у французькому консульстві. Спочатку Едде навчався в єзуїтській школі в Бейруті. Від 1902 до 1909 року жив і вивчав право в Екс-ан-Провансі. Через поганий стан здоров'я батька був змушений повернутись до Лівану. Працював у Бейруті адвокатом у французькому консульстві. У нього народились троє синів: Раймон (1913), Андре (1917) і П'єр (1921).
До початку Першої світової війни виступав за відокремлення Лівану від Османської імперії, за що його засудили до страти. Втім Едде зумів утекти до Александрії, де під час війни став одним із засновників «Légion d'Orient» — Східного легіону французької армії, що складався з сирійських і ліванських добровольців, який вважається попередником збройних сил Лівану. У той період він підтримував зв'язки з французькою владою через свого брата, який жив у Франції. Згодом був членом першої та третьої делегацій на Паризькій мирній конференції 1919—1920 років, завданням яких були перемовини щодо надання Великому Лівану незалежності в «його історичних і природних кордонах».
Після встановлення в Лівані французького мандату Едде зайнявся політичною діяльністю, зокрема від жовтня 1924 до січня 1925 року він був головою парламенту, від жовтня 1929 до березня 1930 року очолював уряд, 1936 створив та очолив партію Національний блок, а 20 січня того ж року вперше став президентом країни. Вийшов у відставку у квітні 1941 року на знак протесту проти політики режиму Віші. 11 листопада 1943 року після проголошення ліванським парламентом Акту про скасування французького мандату верховний комісар знову призначив Едде на посаду президента Ліванської республіки, втім за десять днів під тиском союзників Франції у Другій світовій війні посаду голови держави повернули Бішарі ель-Хурі.
Окрім іншого, Едде виступав за те, щоб Ліван був християнською країною й опирався інтеграції своєї держави до арабсько-мусульманського світу.